# メスカル

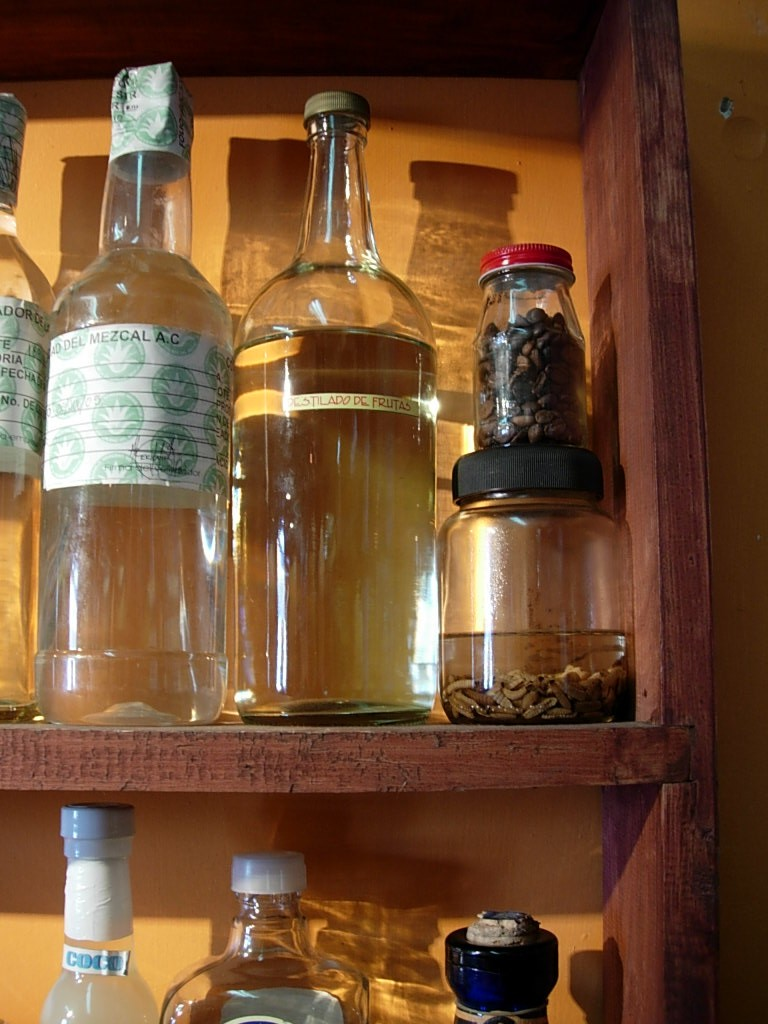
様々な種類のメスカル（メキシコ）

メスカル(Mezcal)は、リュウゼツランを主原料とするメキシコ特産蒸留酒の総称。特定のリュウゼツラン品種から法定産地で製造されるテキーラは世界的に有名である。
メスカルとは、ナワトル語のリュウゼツランを意味するメトル(metl)と「料理した」を意味するイスカリ(ixcalli)を合成した語で、「料理されたリュウゼツラン」という意味である。酒のみならず、リュウゼツランを食材として料理したものもメスカルと呼ぶことがある。

## 概要
リュウゼツランには、メキシコ国内だけでも150とも200以上ともされる品種があり、すべて利用できるわけではないが、品種や製法によってそれぞれ違った味わいの酒が製造されている。
ただし、メキシコ公式規格(NOM)によって、メスカルの名称でその蒸留酒を販売及び流通させるためには、指定された52品種を主原料とする事が義務づけられている。
1994年に「メスカル規制評議会: CRM（Consejo Regulador del Mezcal）」が設立され、現在10州（オアハカ州、ドゥランゴ州、サカテカス州、タマウリパス州、グアナフアト州、ミチョアカン州、プエブラ州、ゲレーロ州、サン・ルイス・ポトシ州、シナロア州）が原産地呼称による保護対象地域に認定されている。
テキーラが「アガベ・アスール（ブルーアガベ）」という1種類のアガベのみから造られるのに対して、メスカルではアガベ・アスールを含め52種類のアガベの使用が認められており、蒸留器の中に果物や肉を入れて造るものもある。
一般的にはアガベをローストして加熱することが多く、スモーキーな風味を持ったものが多い。
芋虫(グサーノ)やチリ(唐辛子)などをボトルに加えることもあり、味わいの幅広い展開がある。産地やアガベの品種による味わいの違いも魅力となっている。
数社の公認企業以外に、地域によっては他品種を主原料とする自家酒造や密造酒が普及し、レチュギーヤ lechuguilla やライシーヤRaicillaなど、品種名が酒の名になっている。

### 自家酒造の製法
成長したリュウゼツランの基部を採取し、穴の中で焼石を使って蒸し焼きにし香りをつける。2日後に掘り出し、木の容器に入れて叩き潰し発酵槽に層状に詰めて水をかけ、砂糖やスターターを入れ発酵を促す。発酵は4日から7日くらいで終わる。それを蒸留器で蒸留し、水で度数を調整する。4 - 5年寝かせると良質なメスカルとなるが、寝かせることもなく飲まれる事も多い。

## 歴史
16世紀、スペイン人（コンキスタドール）が現地で飲用する酒を確保する必要から、現地で調達できる材料を使った蒸留酒の製造を始めた。
当時すでに主要穀物であり、現在ウイスキーの原料とされるトウモロコシは、デンプンの糖化が必要で利用できなかった。
メスカル造りに使われる蒸留技術はヨーロッパ系以外に、16世紀にフィリピンから伝わった東洋系の技術があり、ヤシ酒との共通点も多い。安く作れるメスカルは広く飲まれるようになり、17世紀には重要な税源となった。
近年、メキシコでの蒸留酒生産は70パーセントがラム酒となっており、伝統的なメスカルはテキーラを含めても16パーセントと押され気味である。

## 誤解
メスカルには誤った通説がいくつかある。
サボテンが原料
テキーラと同じく、単子葉植物キジカクシ目リュウゼツラン科のリュウゼツランを原料とする。メキシコのイメージが強いサボテンは双子葉植物ナデシコ目サボテン科で、全く異なる。
幻覚成分を含む
メスカレロが儀式用幻覚剤として使用したサボテン（ペヨーテ）を収穫したものをメスカル・ボタンmescal buttonと呼び、幻覚症状の原因成分がこれにちなんでメスカリン(Mescaline)と命名されている。日本人には似て聞こえることから、混同したとみられる。
プルケを蒸留して作られる
プルケを基にして作られる蒸留酒は「プルケ・デ・メスカル」と呼ばれ、メスカルとは別の飲み物とされている。プルケはリュウゼツランの花茎から採れる樹液から作るが、メスカルは葉の付け根、茎から採れる樹液で作る。また、プルケはアルコール度数が4度と、メスカルを作るにはアルコール度数が低すぎる。この誤解はドイツの博物学者アレクサンダー・フォン・フンボルトの旅行記の記述が誤った形で流布したためと言われる。

## 備考

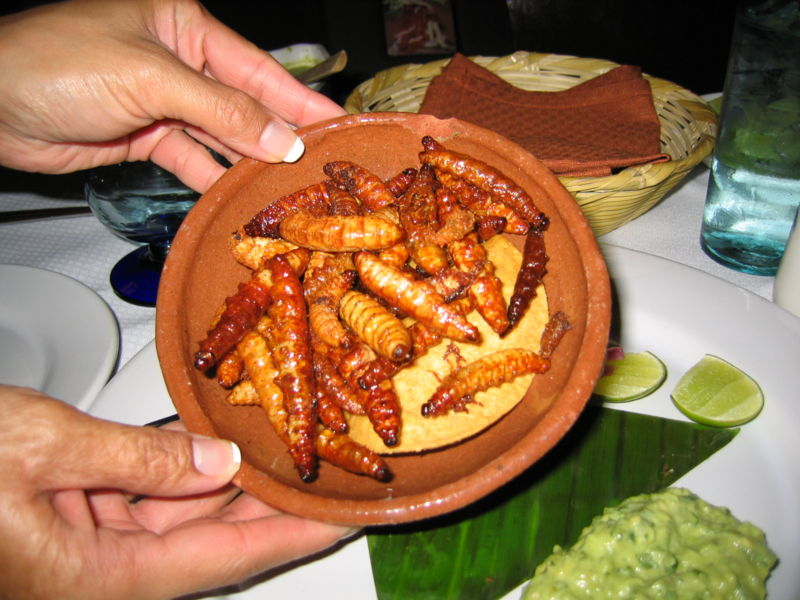
メキシコの珍味、グサーノ

一部の製品では瓶のなかにチリ（唐辛子）や、イモムシ、サソリの抜け殻などを入れることによって、販売促進への話題づくりとして工夫を凝らしている。
特にイモムシ（グサーノ、ワームの意味。ここではリュウゼツランに住むボクトウガの幼虫）を入れた商品は日本でも有名だが、もともとメキシコでは昆虫食が盛んで、粉状に挽いたグサーノと唐辛子を混ぜた塩（サル・デ・グサーノsal de gusano）が、ライムと共に肴として用いられている。
もっとも生のグサーノを入れるのは、本来アルコール度数を証明するため行われていたもので、不当な加水が横行した時代の名残とも言える。
この様にメスカルは、高級酒イメージでブランド化したテキーラに比べ安酒のイメージが強かったが、現在では醸造者たちの製造過程の工夫や近代機器の導入により、テキーラと違った風味を生かしながら品質的に肩を並べる銘柄も増えている。
また製造工程が従来の馬力を使ったものから、ソーラー発電を利用した物まで様々なメスカルが流通し始め、生産コストの面からテキーラより高額なメスカルが生まれている。